# Clube Deportivo Onze Unidos
Maillots
Le Clube Deportivo Onze Unidos est un club capverdien de football basé à Vila do Maio, sur l'île de Maio. Avec neuf titres de champion de Maio, c'est le club le plus performant de l'île.

## Histoire
Fondé en 1976, le club compte à son palmarès deux trophées nationaux : le championnat, remporté en 2001 et la coupe nationale, gagnée en 2012. C'est à ce jour la seule formation de l'île de Maio à avoir été sacrée championne du Cap-Vert.

## Palmarès
- Championnat du Cap-Vert (1)
  - Vainqueur en 2001

- Coupe du Cap-Vert (1)
  - Vainqueur : 2012

- Championnat de l'île de Maio de football (9)
  - Vainqueur en 1996, 1999, 2001, 2002, 2003, 2004, 2005, 2009 et 2011

## Bilan saison par saison

### Compétition nationale
|      | Groupe | Position | Points | Journées | V | N | D | B.M. | B.P. | Diff. |
| 1999 | 1B     | 3        | 1 pta  | 2        | 0 | 1 | 1 | 1    | 4    | -3    |
| 2001 | 1      | 1        | 14 pts | 6        | 4 | 2 | 0 | 8    | 3    | +5    |
| 2002 | 1      | 8        | 2 pts  | 8        | 0 | 2 | 6 | 5    | 17   | -12   |
| 2003 | 1A     | 4        | 4 pts  | 4        | 1 | 1 | 2 | 4    | 6    | -2    |
| 2004 | 1B     | 3        | 7 pts  | 4        | 2 | 1 | 1 | 5    | 3    | +2    |
| 2005 | 1B     | 3        | 9 pts  | 5        | 3 | 0 | 2 | 11   | 7    | +4    |
| 2009 | 1A     | 4        | 7 pts  | 5        | 2 | 1 | 2 | 5    | 5    | 0     |
| 2011 | 1A     | 4        | 3 pts  | 4        | 1 | 0 | 3 | 4    | 9    | -5    |

### Compétition régionale
|         | Groupe | Position | Points | Journées | V | N | D | B.M. | B.P. | Diff. |
| 2004-05 | 2      | 1        | -      | -        | - | - | - | -    | -    | -     |
| 2008-09 | 2      | 1        | -      | -        | - | - | - | -    | -    | -     |
| 2010-11 | 2      | 1        | -      | -        | - | - | - | -    | -    | -     |
| 2013-14 | 2      | 3        | 12 pts | 8        | 4 | 0 | 4 | 15   | 13   | +2    |
| 2014-15 | 2      | 3        | 9 pts  | 8        | 4 | 0 | 4 | 15   | 15   | 0     |
| 2015-16 | 2      | 3        | 23 pts | 12       | 7 | 2 | 3 | 23   | 13   | +10   |

## Statistiques
- Meilleur classement : 1ère (nationale)
- Apparitions aux competitions de coupes:
  - Nationale: 1
  - Regionale: 8
- Apparitions aux Super Coupe regionale: 3